# Tụy
Tụy (còn gọi là lá mía) là một cơ quan trong cơ thể động vật, nằm sau phúc mạc và đảm trách hai chức năng chính:
- Chức năng ngoại tiết: Tụy sản xuất và bài tiết các dịch tụy chứa các men tiêu hóa, hay enzyme tiêu hóa.
- Chức năng nội tiết: Tụy sản xuất và tiết vào trong máu các nội tiết tố hay hormon

Tụy đôi khi bị nhầm lẫn với tỳ (lá lách). Tên tiếng Anh của tụy là pancreas, còn của tỳ là spleen.

## Giải phẫu
Tụy là một cơ quan sau phúc mạc, nằm sau dạ dày sát thành sau của ổ bụng. Tụy nặng khoảng 80 gram, có màu trắng nhạt, một số loài có tụy màu hồng nhạt và mỗi ngày, trung bình tụy có thể tiết ra 0,8 lít dịch tiết.
Ở các loài động vật khác nhau thì tụy có hình dạng khác nhau. Như ở cá, tụy không có hình dạng nhất định, chỉ là một khối nhão. Đến loài ếch nhái và bò sát thì tụy đã thành tuyến nằm ép sát bên thành tá tràng. Đến lớp chim thì tụy nằm ở phần giữa đoạn cong vòng của tá tràng chim. Ở người, tụy là một cơ quan nhỏ và hơi thuôn dài nằm trong ổ bụng.
Tụy gồm có ba phần: đầu tụy, thân tụy và đuôi tụy. Đầu tụy nằm sát đoạn tá tràng D2 và đuôi tụy kéo dài đến sát lách. Ống tụy còn gọi là ống Wirsung là một ống nằm dọc suốt chiều dài của tụy và dẫn lưu dịch tụy đổ vào đoạn D2 của tá tràng. Chỗ ống tụy nối vào tá tràng gọi là bóng Vater. Ống mật chủ thường kết hợp với ống tụy tại hoặc gần bóng Vater. Theo một số tài liệu, nơi đổ ra của ống tụy và ống túi mật là cùng một nơi nên vị trí đó gọi là cơ vòng Oddi.
Tụy được cung cấp máu bởi các động mạch tá tụy, các động mạch này là nhánh của động mạch mạc treo tràng trên. Máu tĩnh mạch đổ về các tĩnh mạch lách rồi đổ vào tĩnh mạch cửa. Tĩnh mạch lách chạy sát sau tuyến tụy nhưng không dẫn lưu máu của tụy. Tĩnh mạch cửa được hợp thành bởi hợp thành của hai tĩnh mạch là tĩnh mạch mạc treo tràng trên và tĩnh mạch lách. Ở một số người thì tĩnh mạch mạc treo tràng dưới cũng đổ vào tĩnh mạch lách ở phía sau tuyến tụy. Trong đa số trường hợp tĩnh mạch này đổ vào tĩnh mạch mạc treo tràng trên.

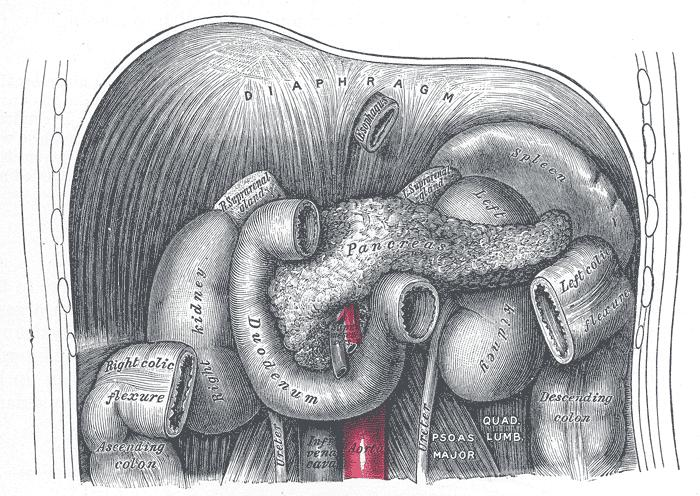
Tá tràng và tụy (dạ dày bị cắt bỏ).

## Chức năng
Tuyến tụy sản xuất dịch tiêu hóa có khả năng tiêu hóa gần như tất cả các thành phần thức ăn.

### Tụy ngoại tiết
Tụy được bao bọc bởi bao tụy. Bao tụy cũng có tác dụng phân chia tụy thành các tiểu thùy. Nhu mô của tụy được cấu tạo bởi các tế bào tụy ngoại tiết. Các tế bào này chứa đựng rất nhiều các hạt nhỏ chứa enzyme tiêu hóa dưới dạng tiền chất (chủ yếu là trypsinogen, chymotrysinogen, lipase tụy và amylase).
Khi có kích thích thích hợp, các men tụy sẽ được tiết vào ống tụy và sau đó đổ vào ruột non ở đoạn D2 của tá tràng. Tại đây các men enterokinase của tá tràng sẽ xúc tác làm trypsinogen biến thành dạng hoạt động là trypsin. Trypsin là một endopeptidase lại cắt các amino acid của chymotrypsinogen thành dạng hoạt động chymotrypsin. Men này lại cắt các polypeptide trong thức ăn thành các đơn vị nhỏ có thể hấp thu được qua niêm mạc ruột. Việc tụy chỉ tiết các men dưới dạng tiền chất hay dạng không hoạt động có ý nghĩa hết sức quan trọng vì các men hoạt động có khả năng tiêu hủy protein của chính tuyến tụy.
Dịch tụy là nguồn chứa các men tiêu hóa mỡ và protein còn niêm mạc ruột lại có các men tiêu hóa được đường. Dịch tụy cũng chứa các ion bicarbonate có tính kiềm để trung hòa lượng dịch lượng acid trong thức ăn từ dạ dày đi xuống. Việc kiểm soát chức năng ngoại tiết của tụy được thực hiện thông qua các men (enzyme) như gastrin, cholecystokinin và secretin. Các men này được các tế bào của dạ dày và tá tràng tiết ra dưới kích thích của thức ăn hiện diện trong ống tiêu hóa và bởi chính dịch tụy.
Thông thường để đảm bảo cấu trúc cũng như chức năng ngoại tiết bình thường của tụy thì các men được tiết ra dưới dạng tiền chất, nghĩa là chưa có khả năng tiêu hủy protein và mỡ. Tuy nhiên vì một lý do nào đó như sự ứ trệ, nhiễm trùng, chấn thương..., các men này lại được hoạt hóa ngay trong lòng tụy gây nên sự tự tiêu hủy tụy gọi là viêm tụy cấp. Trên lâm sàng có thể gặp tình trạng viêm tụy cấp do sỏi, do giun chui ống mật - tụy...

### Tụy nội tiết
Nằm trong nhu mô của tụy ngoại tiết là các nhóm nhỏ tế bào gọi là tiểu đảo tụy hay tiểu đảo Langerhans (gồm từ 1-2 triệu đảo), là những tế bào tụ thành từng đám, chiếm 1g tổ chức tụy, thường ở gần mạch máu, đổ vào tĩnh mạch cửa. 
 Các tiểu đảo này là phần nội tiết của tuyến tụy có chức năng tiết các hormone quan trọng là insulin, glucagon, và các hormone khác. Các tiểu đảo tụy chứa ba loại tế bào chính là: tế bào alpha, tế bào beta, và tế bào delta. Trong ba loại này thì tế bào beta chiếm số lượng nhiều nhất và sản xuất insulin. Các tế bào alpha sản xuất glucagon và tế bào delta sản xuất somatostatin. Somatostatin có tác dụng làm giảm nồng độ của glucagon và insulin trong máu.
- Tuyến tụy nội tiết: là một phần của tuyến tụy, bao gồm một số tế bào hợp thành và chỉ chiếm một phần nhỏ khối lượng tuyến tụy.
- Tuyến tụy nội tiết tiết ra các hormon: Glucagon, Insulin, Lipocain.
  - Insulin có tác dụng làm giảm đường huyết. Nếu thiếu sẽ gây rối loạn trao đổi Gluxit, làm tăng đường huyết, gây bệnh đái đường.
  - Glucagon có tác dụng làm tăng đường huyết, tăng cường phân giải glycogen thành glucose.
  - Lipocain có tác dụng oxy hóa các chất đặc biệt là axit béo. Nếu nhiều mỡ được đưa về gan, không được oxy hóa, tích tụ gây nhiễm mỡ gan.

## Bệnh lý tuyến tụy
- Các khối u lành tính
- Ung thư tuyến tụy
- Xơ nang tụy: thường chỉ gặp ở người da trắng.
- Đái tháo đường: do thiếu hụt tuyệt đối hay tương đối insulin. Đây là một căn bệnh mãn tĩnh có tần suất cực kỳ cao và điều trị khó khăn, tốn kém. Bệnh gây nên rất nhiều biến chứng trầm trọng như tim mạch, suy thận, loét mục, nhiễm trùng, đục thủy tinh thể, bệnh dây thần kinh ngoại biên, liệt dương...
- Viêm tụy
  - Viêm tụy cấp
  - Viêm tụy mạn
- Nang giả tụy: thường là biến chứng của viêm tụy cấp.
- Giun chui ống tụy: có thể gặp ở các nước nhiệt đới, có khả năng gây viêm tụy cấp.